# Бэмлетт, Герберт
Ге́рберт С. Бэ́млетт (англ. Herbert S. Bamlett; 1 марта 1882 — октябрь 1941) — английский футбольный тренер и футбольный судья.

## Биография
Начинал работать футбольным судьёй. В 1909 году Бэмлетт судил встречу 1/4 финала Кубка Англии между «Бернли» и «Манчестер Юнайтед». За 18 минут до конца матча при счёте 1:0 в пользу «Бернли» он прекратил игру из-за сильного снегопада. Также он судил матч между сборными Шотландии и Англии в 1914 году. В возрасте 32 лет судил финальный матч Кубка Англии 1914 года между «Ливерпулем» и «Бернли».
В июне 1914 года был назначен главным тренером клуба «Олдем Атлетик». Впоследствии тренировал «Уиган Боро» (1921—1923), «Мидлсбро» (1923—1926) и «Манчестер Юнайтед» (1927—1931).

## Тренерская статистика
| Клуб              | Страна | Начало работы | Завершение работы | Показатели | Показатели | Показатели | Показатели | Показатели |
| Клуб              | Страна | Начало работы | Завершение работы | И          | В          | Н          | П          | % побед    |
| ----------------- | ------ | ------------- | ----------------- | ---------- | ---------- | ---------- | ---------- | ---------- |
| Олдем Атлетик     | Англия | июнь 1914     | май 1921          | 127        | 44         | 35         | 48         | 34,65      |
| Уиган Боро        | Англия | 1921          | 1923              |            |            |            |            |            |
| Мидлсбро          | Англия | август 1923   | январь 1926       | 109        | 30         | 27         | 52         | 27,52      |
| Манчестер Юнайтед | Англия | апрель 1927   | апрель 1931       | 182        | 57         | 43         | 82         | 31,32      |